# Chae Tu-yong
Chae Tu-yong (7 giugno 1990) è un ex calciatore nordcoreano, di ruolo attaccante.

## Palmarès

### Club

#### Competizioni nazionali
- Campionato nordcoreano: 2

April 25: 2010, 2011, 2012, 2013, 2015